# Ben Fouhy
Ben Fouhy (Taumarunui, 4 marzo 1979) è un canoista neozelandese.
Ha vinto la medaglia d'argento nel K1 1000m alle Olimpiadi di Atene 2004. Ha anche vinto un titolo mondiale nella stessa disciplina nel 2003.

## Palmarès
- Olimpiadi
  - Atene 2004: argento nel K1 1000m.

- Mondiali
  - 2003 - Gainesville: oro nel K1 1000m.
  - 2006 - Seghedino: bronzo nel K1 1000m.